# Nationaal park Ivvavik
Het Nationaal park Ivvavik (Engels: Ivvavik National Park) is een nationaal park in Canada. Het ligt in het noordwesten van Yukon tegen de Amerikaanse grens met Alaska, boven de poolcirkel aan de Beaufortzee. De afgelegen locatie en de quota op een maximaal aantal bezoekers per jaar maakt dat er gemiddeld slechts een honderdtal personen in een jaar het nationaal park bezoeken.
De creatie van het park was een onderdeel van de Inuvialuit Final Agreement uit 1984 tussen de Canadese regering en de Inuvialuit. Van 1984 tot 1992 was de officiële naam van het park het Northern Yukon National Park, de huidige naam werd pas in 1992 aangenomen. In het park ligt het Canadese deel van het Brooksgebergte, een deel dat ook als British Mountains wordt aangeduid. Het gebergte voedt de Firth River, een rivier die noordwaarts door het park stroomt en uitmondt in de Beaufortzee direct ten westen van het Herscheleiland.
Het park is onder meer de broedplaats voor de stekelvarkenskariboes (Engels: Porcupine caribou), ook gekend als Grant's kariboes (Rangifer tarandus granti).